# Herrarnas parhoppning i svikthopp i simhopp vid olympiska sommarspelen 2000
Herrarnas parhoppning i svikthopp i de olympiska simhoppstävlingarna vid de olympiska sommarspelen 2000 hölls den 28 september i Sydney International Aquatic Centre. 

## Medaljörer
| Event                         | Guld                            | Silver                                         | Brons                                     |
| Parhoppning 3 meter svikthopp | Xiong Ni och Xiao Hailiang Kina | Dmitri Sautin och Alexandre Dobroskok Ryssland | Robert Newbery och Dean Pullar Australien |

## Resultat
| Placering | Simhoppare     | Land                                 | Hopp 1 | Hopp 2 | Hopp 3                 | Hopp 4 | Hopp 5 | Hopp 6 |       |       |        |
| --------- | -------------- | ------------------------------------ | ------ | ------ | ---------------------- | ------ | ------ | ------ | ----- | ----- | ------ |
| Placering | Simhoppare     | Land                                 | 1      | Kina   | Xiong Ni Xiao Hailiang | 55,80  | 54,00  | 79,98  | 86,70 | 89,10 | 365,58 |
| 2         | Ryssland       | Dmitri Sautin Alexandre Dobroskok    | 52,20  | 52,20  | 70,68                  | 69,75  | 85,14  | 329,97 |       |       |        |
| 3         | Australien     | Robert Newbery Dean Pullar           | 48,60  | 49,20  | 64,17                  | 84,66  | 76,23  | 322,86 |       |       |        |
| 4         | USA            | Troy Dumais David Pichler            | 48,00  | 46,20  | 72,00                  | 77,19  | 77,52  | 320,91 |       |       |        |
| 5         | Mexiko         | Fernando Platas Eduardo Rueda        | 51,60  | 49,20  | 72,00                  | 71,10  | 73,80  | 317,70 |       |       |        |
| 6         | Frankrike      | Gilles Emptoz-Lacote Fréderic Piérre | 49,20  | 47,40  | 68,04                  | 65,25  | 80,19  | 310,08 |       |       |        |
| 7         | Storbritannien | Tony Ally Mark Shipman               | 46,20  | 46,80  | 63,24                  | 73,80  | 66,60  | 296,64 |       |       |        |
| 8         | Italien        | Nicola Marconi Donald Miranda        | 47,40  | 49,80  | 72,00                  | 59,52  | 57,66  | 286,38 |       |       |        |